# Parc national Lesueur
Le parc national Lesueur (anglais : Lesueur National Park) est un parc national à cheval sur la frontière entre la Wheatbelt et le Mid West en Australie-Occidentale, à 211 km au nord de Perth. Le parc a été classé en 1992. Il comprend une mesa connue comme le mont Lesueur et abrite une flore très diversifiée.
Il se situe dans la biorégion des plaines sablonneuses de Geraldton (Geraldton Sandplains bioregion), qui se caractérise par des étendues de broussailles avec un nombre élevé de plantes de la famille des Protéacées.
La végétation du parc a une structure complexe, avec des taches de forêt au milieu de zones arbustives.
Il y a plus de 900 espèces de plantes indigènes dans le parc, dont beaucoup sont endémiques. Les espèces rares ou menacées incluent Grevillea batrachioides (Grevillea du Mont Lesueur), Acacia forrestiana, Hakea megalosperma et Eucalyptus lateritica.
Le parc est la limite septentrionale pour Eucalyptus marginata (Jarrah) et Corymbia haematoxylon, qui ne peuvent tous deux y croître que comme des mallees au lieu de la forme plus habituelle de grand arbre.